# 嘉泰会稽志
嘉泰会稽志是南宋時期一部介紹绍兴的地方志，共二十卷，刊行於嘉泰二年（1202年）。該書由施宿、沈作宾、赵不迹、袁说友、陆游等人編撰，陆游還为之作序。全书共分為一百一十七個细目，介紹了绍兴的春节、元宵灯节等习俗。嘉泰会稽志的宋刊本未能保留下來，目前有明武宗正德五年（1510年）的重刊本、清朝嘉庆年間采鞠轩的重刊本以及中華民国十五年（1926年）王家襄的影印本。